# A redempção : poema epico em seis cantos
A redempção: poema epico em seis cantos – epos portugalski wydany w Lizbonie w 1842. Jako autor podany został Ecclesiastico do bispado de Leiria, czyli Duchowny z biskupstwa Leiria. Poemat został zrecenzowany w czasopiśmie Revista universal Lisbonense. Składa się z sześciu ksiąg. Został napisany oktawą, czyli strofą ośmiowersową pochodzenia włoskiego rymowaną abababcc, bardzo popularną w Portugalii od czasu, gdy Luís de Camões użył jej w eposie Luzjady.
As armas, com que triumphou do mundo 

O Leão de Judá, que ao adversário 

No centro encadeou do lago immundo, 

De um modo ao mesmo mundo bem contrario 

Que o tropheo da victoria moribundo 

Arvorou na montanha do Calvário, 

A humana geração regenerando 

Em o mar de seu sangue venerando.